# F-05B
F-05B（エフ ゼロ ご ビー）とは、富士通によって開発された、業務用ハンディターミナルとして利用することができるNTTドコモの第三世代携帯電話（FOMA）搭載スマートフォンである。
OSにはWindows Mobile 6.5を搭載し、業務用バーコードの読み取りが可能なバーコードスキャナを搭載している。

## 概要
バーコードスキャナとスマートフォン（Windows Mobile 6.5）が一体となった端末となる。
本端末は佐川急便のセールスドライバーが利用しているハンディーターミナルの更改がきっかけになったといわれている。ただし佐川急便のためだけの端末の作成ということだと高価になるといったこともあり、容易にカスタマイズができ、汎用性が高く、指だけで操作が可能なスマートフォン用OSのWindows Mobile 6.5 Professionalが採用された。またドライバーなどの激しい動きにも耐えられるよう、プロテクターの採用により耐久、防水、防塵（IPX5／IPX7・IP5X）仕様となっている。
外部接続にはUSBやBluetoothだけでなく赤外線通信機能を有しておりモバイルプリンターやパソコンなどの周辺機器と連携が可能となる。
業務用とはいえ、通常のWindows Mobileのスマートフォンでもあるため、POPメール、IMAPメール、Webブラウジング、メッセンジャーといった機能も有しており、Windows Mobile用のアプリケーションをインストールし利用することも可能である。
通信方式はHSDPA7.2MbpsのほかWiFi(IEEE802.11b/g)にも対応している。
NTTドコモのおまかせロックには対応せず、遠隔ロックに対応している。
パケ・ホーダイダブルでのmopera Uはの定額通信は対応していないが、企業接続サービスであるビジネスmoperaアクセスProへの定額接続は可能となる。その他に定額データプランには対応している。
販売チャネルはドコモショップの法人担当となるため、店頭での購入は事前の確認が必要となる。また原則法人のみへの販売となる。
同機のバーコードスキャナーは先に発売されたH-21 Business SmartPhoneやauのE06SH（いずれもレーザー方式）と異なり、イメージスキャナ方式で読み取るため、手続きなしで利用可能となる。

## バーコード読み取り
以下の1次元バーコード、2次元バーコードの読み取りが可能となっている。
| 項目        | 種類                                                                  |
| ----------- | --------------------------------------------------------------------- |
| 1次元コード | code39、code93、code128、EAN128、JAN／EAN／UPC、NW7、ITF、GS1 DataBar |
| 2次元コード | DataMatrix、QR-code、Maxi Code、カスタマバーコード、Composite、PDF417 |

## アプリケーション
アプリケーションはWindows Mobile 6.5の代表的なアプリケーションがプリインストールされている。またMarketPlaceからは複数のアプリケーションをダウンロードしインストールが可能となる。
- Outlook Mobile
- 連絡先
- Internet Explorer Mobile
- 予定表
- アラーム
- 画像とビデオ
- Windows Media
- MarketPlace
- Messanger
- Microsoft My Phone
- Windows Live
- 電卓
- ゲーム
- メモ
- 仕事
- エクスプローラー
- Microsoft ActiveSync
- タスクマネージャー
- 検索
- ヘルプ
- Adobe Reader LE
- MSNマネー
- MSN天気予報
- リモートデスクトップモバイル
- ソフトウェア更新
- SMS問合せ
- URL読み込みツール
- バーコード確認ツール
- 伝言メモ／音声メモ

| 主な対応サービス                   | 主な対応サービス                                                    | 主な対応サービス                                      | 主な対応サービス                                 |
| ---------------------------------- | ------------------------------------------------------------------- | ----------------------------------------------------- | ------------------------------------------------ |
| タッチパネル                       | FOMAハイスピード7.2Mbps                                             | Bluetooth                                             | DCMX／おサイフケータイ                           |
| iアプリオンライン／地図アプリ      | 直感ゲーム／メガiアプリ                                             | iウィジェット                                         | マチキャラ／iコンシェル                          |
| ホームU／ポケットU                 | GPS／ケータイお探し                                                 | デコメール／デコメ絵文字／デコメアニメ                | iチャネル                                        |
| 着もじ                             | テレビ電話／キャラ電                                                | 電話帳お預かりサービス(My Phone利用でバックアップ可能 | フルブラウザ                                     |
| おまかせロック／バイオ認証         | 外部メモリーへiモードコンテンツ移行／ユーザーデータ一括バックアップ | トルカ                                                | iC通信／iCお引越しサービス                       |
| きせかえツール／ダイレクトメニュー | バーコードリーダ                                                    | 2in1                                                  | エリアメール／ソフトウェアーアップデート自動更新 |
| GSM／3Gローミング（WORLD WING）    | 着うたフル／うた・ホーダイ                                          | Music&Videoチャネル／ビデオクリップ                   | デジタルオーディオプレーヤー(WMA)(AAC)           |

## 歴史
- 2010年5月28日発売